# Henry Briones
José Enrique Briones (Tijuana, 22 de outubro de 1980), mais conhecido como Henry Briones, é um lutador mexicano de artes marciais mistas que competiu na categoria peso galo do Ultimate Fighting Championship (UFC).

## Primeiros anos
Briones nasceu e cresceu em Tijuana jogando hóquei em linha devido à falta de pistas de hóquei no gelo em seu país natal. No último ano do ensino médio, Henry mudou-se para morar com sua tia em Oklahoma, seguindo uma carreira profissional no hóquei no gelo. Porém, seu sonho não se concretizou e ele voltou ao México para cursar direito.
Aos 26 anos, Henry começou a treinar MMA quando ingressou na Entram Gym.

## Carreira no MMA

### Começos no México
Briones lutou em diferentes promoções mexicanas, principalmente no Ultimate Warrior Challenge México, e compilou um recorde de 15-4-1 antes de ingressar no UFC. Ele começaria a tentar a sorte no programa de desenvolvimento latino-americano do UFC, que foi aceito.

### Ultimate Fighting Championship
Em maio de 2014, ele participou do The Ultimate Fighter: Latin America, o reality show The Ultimate Fighter produzido pelo UFC. Ele enfrentou Marlon Vera nas quartas de final e perdeu a luta, não sendo selecionado como um dos competidores do show.
Ele fez sua estreia no dia 15 de novembro de 2014 no UFC 180, na Cidade do México, contra Guido Cannetti. Ele venceu a luta por finalização no segundo round e ganhou o bônus de Luta da Noite.
Ele então enfrentou Cody Garbrandt em 11 de julho de 2015 no UFC 189. Ele perdeu a luta por decisão unânime.
Briones estava escalado para enfrentar Brad Pickett no dia 27 de fevereiro de 2016 no UFC Fight Night 84, mas desistiu da luta devido a uma lesão. A luta foi remarcada para o UFC Fight Night 93, no dia 3 de setembro; No entanto, isso também não aconteceu porque a Briones, por razões desconhecidas, não pôde competir. A luta entre Briones e Pickett foi remarcada pela terceira vez para 18 de março de 2017 no UFC Fight Night 107. Novamente a luta foi cancelada devido à desistência de Briones uma semana antes da luta.
No dia 5 de novembro de 2016, Briones enfrentou Douglas Silva de Andrade no UFC Fight Night 98. Ele perdeu a luta após levar um soco giratório de Silva no terceiro round.
Briones enfrentou Rani Yahya em 5 de agosto de 2017 no UFC Fight Night 114. Ele perdeu a luta por finalização de kimura no primeiro round.
Briones enfrentou Frankie Saenz em 19 de maio de 2018 no UFC Fight Night 129. Ele perdeu a luta por decisão unânime.
Após diversas derrotas consecutivas, no dia 5 de novembro de 2019 foi anunciado que Briones havia sido dispensado do UFC.

## Campeonatos e prêmios
- Ultimate Fighting Championship
  - Performance of the Night (Uma vez)

- Cage Gladiators
  - Campeonato peso galo da Cage Gladiators (uma vez)

## Cartel no MMA
| Cartel no MMA   |             |            |
| 25 lutas        | 16 vitórias | 8 derrotas |
| Por nocaute     | 8           | 1          |
| Por finalização | 6           | 2          |
| Por decisão     | 2           | 5          |
| Empates         | 1           | 1          |

| Res.    | Cartel | Oponente                 | Método                                     | Evento                                 | Data       | Round | Tempo | Local                    | Notas |
| ------- | ------ | ------------------------ | ------------------------------------------ | -------------------------------------- | ---------- | ----- | ----- | ------------------------ | ----- |
| Derrota | 16-8-1 | Frankie Saenz            | Decisão (unânime)                          | UFC Fight Night: Maia vs. Usman        | 19/05/2018 | 3     | 5:00  | Santiago                 |       |
| Derrota | 16-7-1 | Rani Yahya               | Finalização (kimura)                       | UFC Fight Night: Pettis vs. Moreno     | 05/08/2017 | 1     | 2:01  | Cidade do México         |       |
| Derrota | 16-6-1 | Douglas Silva de Andrade | Nocaute técnico (cotovelada e soco rodado) | The Ultimate Fighter: América Latina 3 | 05/11/2016 | 3     | 2:33  | Cidade do México         |       |
| Derrota | 16-5-1 | Cody Garbrandt           | Decisão (unânime)                          | UFC 189                                | 11/07/2015 | 3     | 5:00  | Las Vegas, Nevada        |       |
| Vitória | 16-4-1 | Guido Cannetti           | Finalização (mata-leão)                    | UFC 180                                | 15/11/2014 | 2     | 1:44  | Cidade do México         |       |
| Empate  | 15-4-1 | Adrian Cruz              | Empate (divisão)                           | Legacy Fighting Championship 30        | 04/04/2014 | 3     | 5:00  | Albuquerque, Novo México |       |
| Vitória | 15-4   | Jeff Golden              | Finalização                                | Total Fight Championship 3             | 01/09/2012 | 3     | 0:35  | Manzanillo               |       |
| Vitória | 14-4   | Jared Carlsten           | Nocaute (socos)                            | MEZ Sports: Pandemonium 7              | 18/08/2012 | 1     | 0:32  | Inglewood, California    |       |
| Vitória | 13-4   | Fernando Rodriguez       | Nocaute técnico (socos)                    | TSC 2                                  | 23/06/2012 | 1     | N/A   | Monterrey                |       |
| Vitória | 12-4   | Manuel Gallareta         | Decisão (unânime)                          | UWC Mexico 12                          | 24/03/2012 | 3     | 5:00  | Tijuana                  |       |
| Vitória | 11-4   | Ismael Segura            | Nocaute técnico (socos)                    | UWC Mexico 11                          | 01/10/2011 | 1     | 3:34  | Tijuana                  |       |
| Vitória | 10-4   | Eddie Mendez             | Nocaute técnico (socos)                    | Mexico Fighter 3                       | 15/07/2011 | 1     | 4:41  | Hermosillo               |       |
| Derrota | 9-4    | Brady Harrison           | Decisão (divisão)                          | UWC Mexico 10                          | 17/06/2011 | 3     | 5:00  | Tijuana                  |       |
| Vitória | 9-3    | Chris Kogel              | Nocaute técnico (greve médica)             | Baja Cage Fighting 1                   | 17/07/2010 | 1     | 4:30  | Tijuana                  |       |
| Vitória | 8-3    | Joe Gustina              | Finalização (mata leão)                    | Cage Gladiators 3                      | 22/05/2010 | 2     | N/A   | México                   |       |
| Derrota | 7-3    | Alex Soto                | Decisão (divisão)                          | UWC Mexico 5                           | 01/01/2010 | 3     | 5:00  | Tijuana                  |       |
| Vitória | 7-2    | Esteban Velazco          | Nocaute técnico (socos)                    | Club Maya: Briones vs. Velasco         | 05/01/2010 | 1     | 1:48  | Rosarito                 |       |
| Derrota | 6-2    | Mike de la Torre         | Decisão (unânime)                          | Ultimate Challenge                     | 03/10/2009 | 5     | 5:00  | Tijuana                  |       |
| Vitória | 6-1    | Juan Delgado             | Finalização (guilhotina)                   | UWC Mexico 2                           | 18/07/2009 | 1     | 3:11  | Tijuana                  |       |
| Vitória | 5-1    | Hidred Oliney            | Finalização (guilhotina)                   | UWC Mexico 2                           | 30/05/2009 | 1     | 4:18  | Tijuana                  |       |
| Derrota | 4-1    | Bobby Green              | Finalização (guilhotina)                   | Ultimate Challenge                     | 23/02/2008 | 1     | 0:48  | Tijuana                  |       |
| Vitória | 4-0    | Sipanhya Koummalasy      | Nocaute (socos)                            | Ultimate Challenge                     | 29/09/2007 | 1     | 0:00  | Tijuana                  |       |
| Vitória | 3-0    | Mario Zarate             | Nocaute técnico (socos)                    | Ultimate Challenge 2                   | 28/07/2007 | 1     | 1:00  | Tijuana                  |       |
| Vitória | 2-0    | Juan Manuel Torres       | Finalização (strikes)                      | Cage on Fire 6                         | 14/04/2007 | 1     | 1:59  | Tijuana                  |       |
| Vitória | 1-0    | Gabriel Palmares         | Decisão (unânime)                          | Cage on Fire 5                         | 27/01/2007 | 3     | 3:00  | Tijuana                  |       |